# Persatuan Sepakbola Indonesia Surakarta
El Persatuan Sepakbola Indonesia Surakarta, més conegut com a Persis Solo, és un club de futbol indonesi de la ciutat de Solo (Surakarta), Java Central.

## Història
El club va ser fundat l'any 1923 amb el nom de Vorstenlandsche Voetbal Bond (VVB).

## Palmarès
- Lliga amateur indonèsia de futbol: 
  - 1935, 1936, 1939, 1940, 1941, 1942, 1943, 1948